# King of tha Ghetto: Power
King of tha Ghetto: Power – jedenasty solowy album Z-Ro. Został wydany 8 maja 2007 roku. Prawdopodobnie wszystkie utwory, poza oryginalna wersją M-16, zostały nagrane zaledwie w tydzień. Produkcja albumu zajął się sam Z-Ro pod szyldem swojej własnej wytwórni „K.O.T.G Entertainment”. Wersja „screwed & chopped” albumu pojawiła się 22 maja 2007.

## Lista utworów
1. „Bud Sack” - 4:03
2. „I'm A Gangsta” (gość. D-Bo) – 4:47
3. „My Life” - 4:33
4. „Struggling To Change” (gość. Point Blank) – 4:38
5. „Greed” - 5:02
6. „Staying Alive” (gość. Spice 1) – 2:26
7. „Going Down In The South” (gość. Big Boss) – 4:30
8. „Nigga Like Me” (gość. B.G. Duke, Point Blank) – 4:13
9. „Friends” - 2:59
10. „Lovely Day” (gość. Lil’ Flip, Big Shasta) – 4:15
11. „Ride All Day” - 3:24
12. „Murder'ra” (gość. Pimp C, Spice 1, Vicious) – 3:59
13. „M-16” (gość. Mike D, Dougie D) – 4:53
14. „No Games” - 4:40